# قينرجة (مشكين شهر)
قينرجة هي قرية في مقاطعة مشكين شهر، إيران. عدد سكان هذه القرية هو 192 في سنة 2006.